# Очеретянка довгодзьоба
Очеретянка довгодзьоба (Acrocephalus caffer) — вид співочих птахів з родини очеретянкових (Acrocephalidae).

## Поширення
Ендемік острова Таїті (Французька Полінезія). Мешкає в бамбукових заростях і вторинних лісах у річкових долинах і на схилах до 700 м. Чисельність популяції виду оцінюється до 1000 птахів.

## Спосіб життя
Харчується комахами, але також їсть ящірок, дрібну рибу, раків, равликів і нектар. Сезон розмноження припадає на період між серпнем і груднем та між лютим і червнем. Вважається, що він гніздиться виключно в бамбукових заростях. Гніздо зазвичай підвішує на висоті 15 м між стеблами рослин.